# Risque de souffrance astronomique

Les risques de souffrance sont d'une échelle et d'une gravité similaires aux risques existentiels.

Les risques de souffrance astronomique, ou s-risques, sont des risques impliquant bien plus de souffrance que tout ce qui a eu lieu sur Terre jusqu'à présent,. Ils sont parfois considérés comme une sous-catégorie des risques existentiels. 

## Terminologie
Les risques de souffrance sont parfois catégorisés comme faisant partie des risques existentiels. Ils ne doivent pas être confondus avec le modèle « SRISK », qui vise à quantifier les risques systémiques en macroéconomie.

## Tendances, prospective
Certains observateurs, analystes et prospectivistes incluent dans les nouveaux risques l'intelligence artificielle matérialisée et la superintelligence, ainsi que la colonisation spatiale, qui pourrait potentiellement conduire à des « guerres constantes et catastrophiques » et à une augmentation massive de la souffrance des animaux sauvages par le biais de leur introduction sur d'autres planètes, intentionnellement ou par inadvertance, alors qu'ils « vivent généralement des vies courtes et misérables, parfois remplies des souffrances parmi les plus brutales ».

## La réduction des s-risques
Elle est considérée comme revêtant une importance particulière pour les personnes qui souscrivent à une éthique centrée sur la souffrance. 
Selon le chercheur Jacy Reese Anthis, favoriser une expansion du cercle moral de l'humanité, notamment via la lutte contre l'élevage à des fins de consommation de viande et la promotion d'une plus grande prise en compte des intérêts des animaux, peut être un moyen de diminuer les risques de souffrance future,.